# Нойкірх (Лужиця)
Нойкірх (нім. Neukirch/Lausitz) або В'язоньця (в.-луж. Wjazońca) — громада в Німеччині, розташована в землі Саксонія. Входить до складу району Бауцен.
Площа — 21,32 км2. Населення становить 4806 ос. (станом на 31 грудня 2020).